# هيو توماس ميلر
هيو توماس ميلر (بالإنجليزية: Hugh Thomas Miller)‏ هو سياسي أمريكي، ولد في 21 مارس 1867 في الولايات المتحدة، وتوفي في 26 مايو 1947. حزبياً، نشط في الحزب الجمهوري. وقد انتخب عضو مجلس نواب إنديانا.